# Gabrielle Jennings
Gabrielle Jennings (15 de septiembre de 1998) es una deportista de Estados Unidos que compite en atletismo. Ganó una medalla de oro en el Campeonato Nacac de 2022, en la prueba de 3000 m obstáculos.